# Ingon
L'Ingon ou Grand Ingon est une rivière du nord de la France, au sud-est du département de la Somme en région Hauts-de-France, et un affluent gauche du fleuve la Somme.

## Géographie

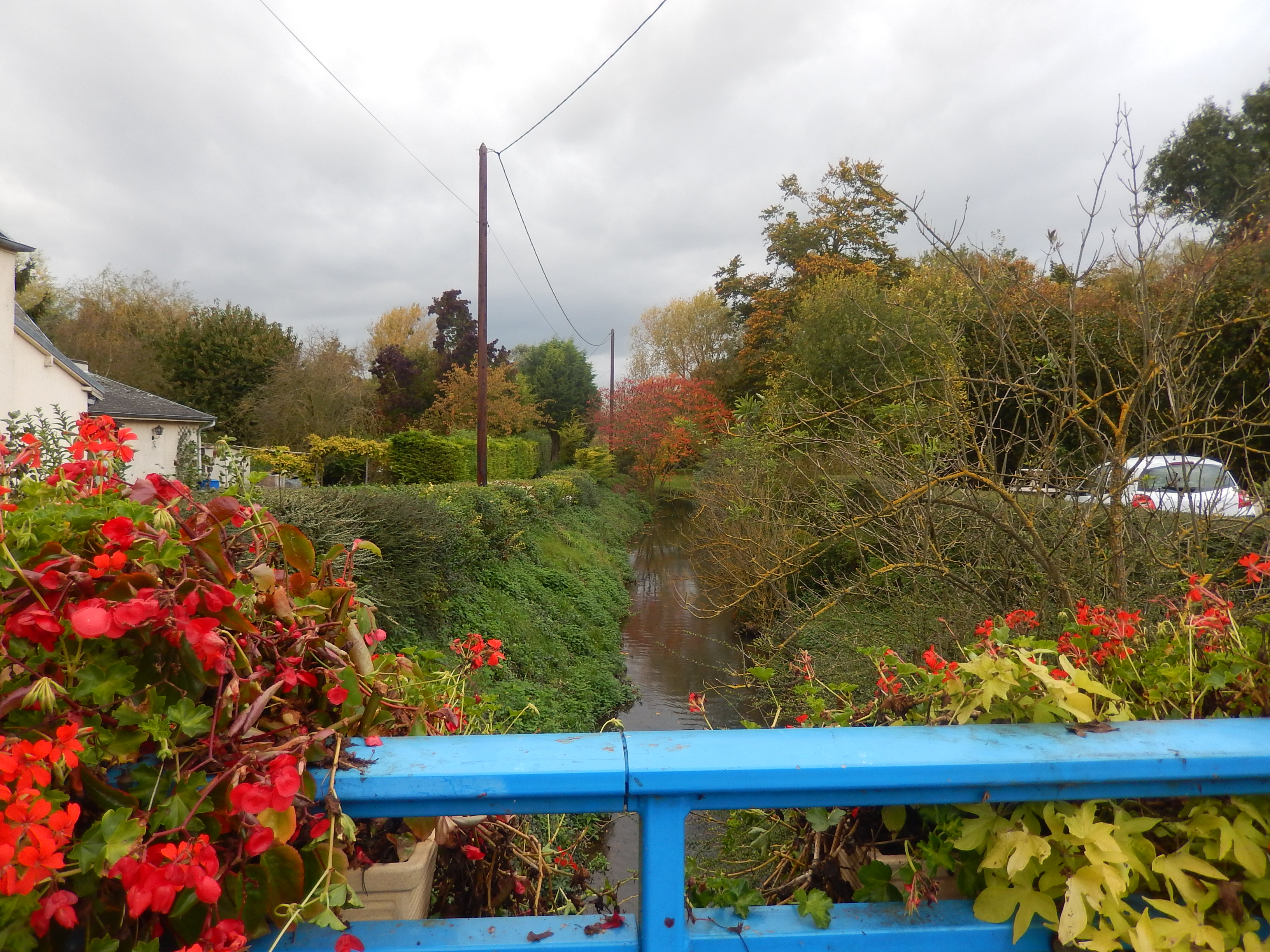
L'Ingon à Nesle au centre avec trois bras

L'Ingon a un parcours, en gros d'ouest vers l'est. Il prend sa source sur le territoire de la commune de Fonches-Fonchette dans le département de la Somme, à l'altitude de 68 mètres, dans le bois de la Bourie, à moins de 2 kilomètres de l'aire de repos de Fonches, sur l'autoroute française A1 qui fait le pendant de l'aire de repos d'Hattencourt, juste à côté de la ligne LGV Nord Paris - Bruxelles ou Paris - Londres. On peut signaler que l'Ingon a donc en fait trois sources dans ce bois : la Fontaine Source, la source La Bourie Blanche, et la source la Bourie Noire.
Au terme d'un parcours de 10,4 kilomètres dans le département de la Somme, orienté Est, elle se jette dans le canal du Nord à Nesle, à l'altitude 59 mètres, après avoir arrosé, dans le sens amont vers aval, les communes de Curchy, Étalon, Herly, et Languevoisin-Quiquery.
En tant que canal du Nord, il traverse encore les trois communes de Rouy-le-Petit et Rouy-le-Grand pour confluer avec la Somme (canalisée) entre Voyennes et Rouy-le-Grand à l'altitude 56 mètres.
L'Ingon prend donc sa source dans le canton de Roye et se jette dans la Somme dans le canton de Nesle.

### Communes et cantons traversés

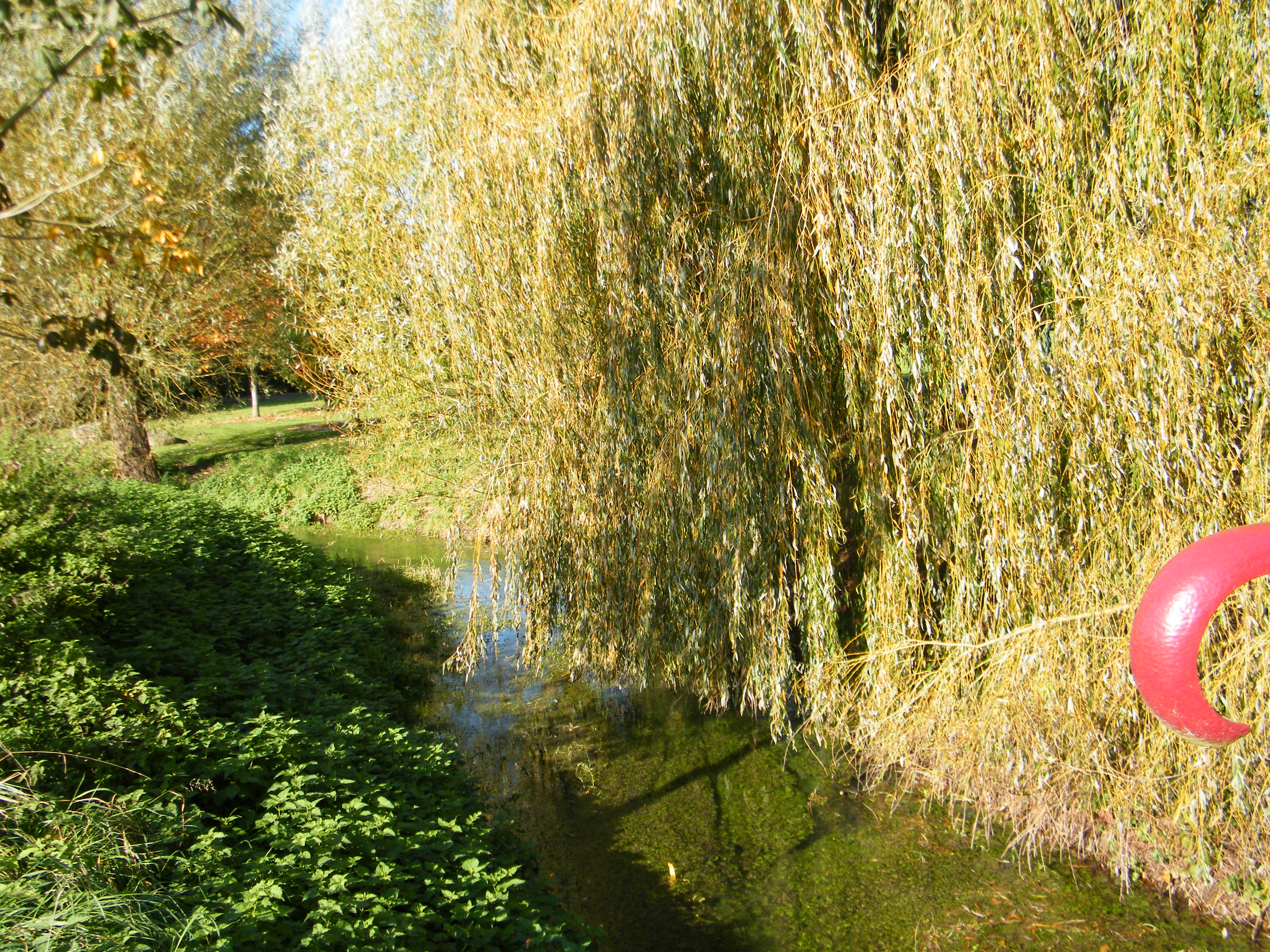
L'Ingon à Curchy derrière la salle communale

Dans le seul département de la Somme, le Grand Ingon traverse les sept communes suivantes, de l'amont vers l'aval, de Fonches-Fonchette (source), Curchy, Étalon, Herly, Nesle, Languevoisin-Quiquery, Rouy-le-Petit (confluence).
Soit en termes de cantons, le Grand Ingon prend source dans le canton de Roye, et conflue dans le Nesle, le tout dans les deux arrondissement de Montdidier et arrondissement de Péronne.

### Bassin versant
L'Ingon traverse une seule zone hydrographique « l'Ingon et le Canal du Nord 3ème section de l'écluse numéro 15 Languevoisin au confluent du Canal de la Somme » (E615).
Le bassin versant du Grand Ingon est de 104 km2. 
Les cours d'eau voisins sont au nord la Somme, à l'est le canal du Nord et le Petit Ingon, au sud-ouest et à l'ouest l'Avre.

### Organisme gestionnaire
L'organisme gestionnaire est l'association syndicale des rivières d'Ingon, elle-même adhérente à l'EPTB Somme-Ameva ou «syndicat mixte d'aménagement et valorisation du bassin de la Somme»

## Affluents
L'Ingon a deux affluents contributeurs :
- le Petit Ingon (rd[note 2]), de 9,4 kilomètres de longueur orienté vers le nord, prenant sa source à Libermont, à l'altitude de 66 mètres[5] et traversant les communes de Ercheu, Moyencourt, Buverchy, Breuil, Hombleux, Languevoisin-Quiquery, Rouy-le-Petit  et rejoignant l'Ingon (à cet endroit dit le canal du Nord) entre Rouy-le-Petit et Rouy-le-Grand a l'altitude de 57 mètres[5],[6]. En résumé, le Petit Ingon prend sa source dans le canton de Guiscard, traverse le canton de Roye et rejoint l'Ingon dans le canton de Nesle. Il a lui-même cinq affluents :
  - le Ru de l'Hôpital 5 km avec un affluent et un sous-affluent
    - le Libermont 2 km

  - le ruisseau la rivière bleue 4 km
  - le ruisseau le ponchy 2 km
  - le ruisseau l'arriveau 2 km
  - le ruisseau le petit Ingon 0 km
- le Faubourg Saint-Léonard (rd), de 2 kilomètres de longueur

### Rang de Strahler
Le rang de Strahler est de cinq par le Petit Ingon, le ru de l'Hôpital et le Libermont.

## Hydrologie

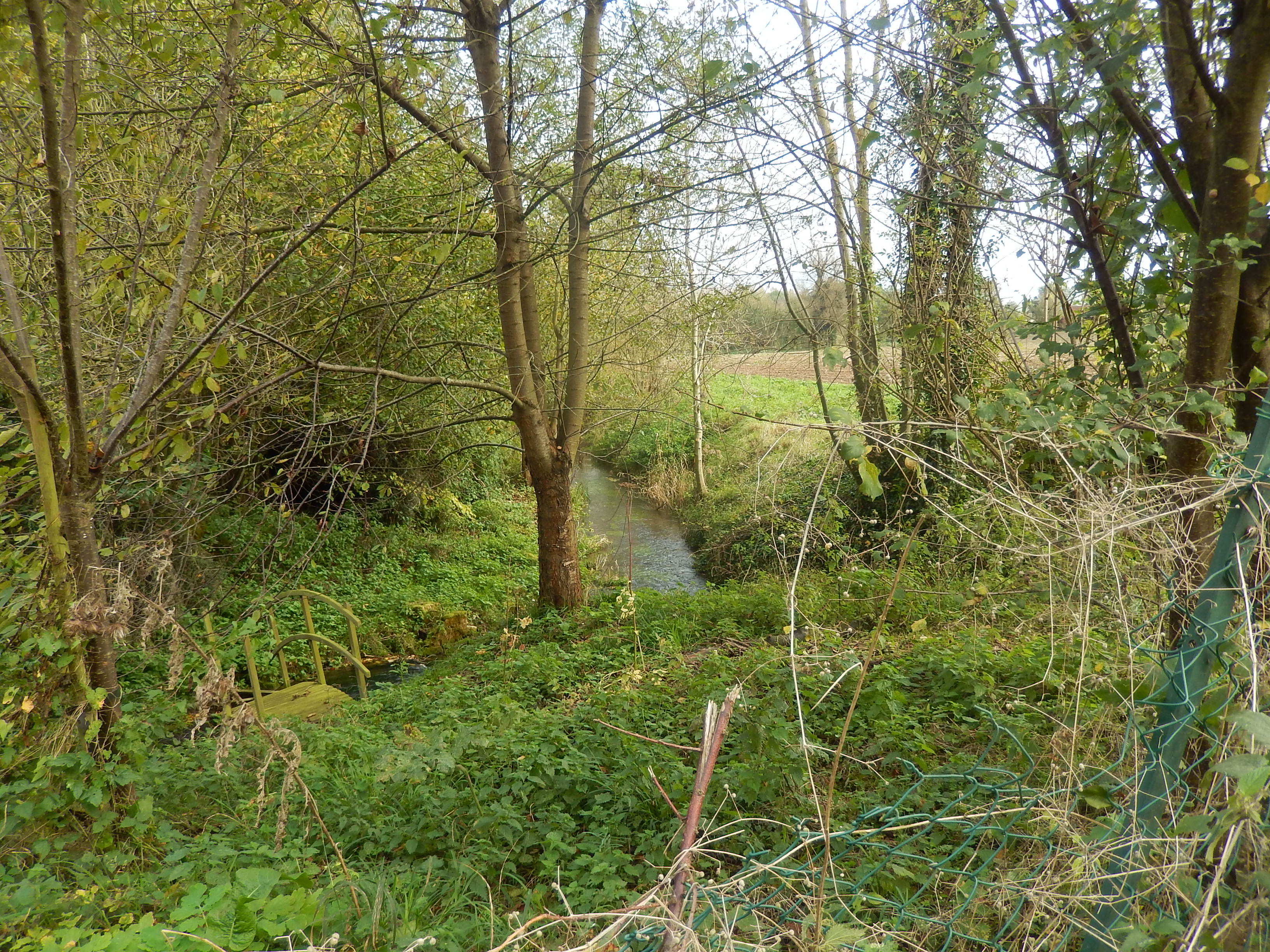
L'Ingon à Herly à côté du moulin désaffecté

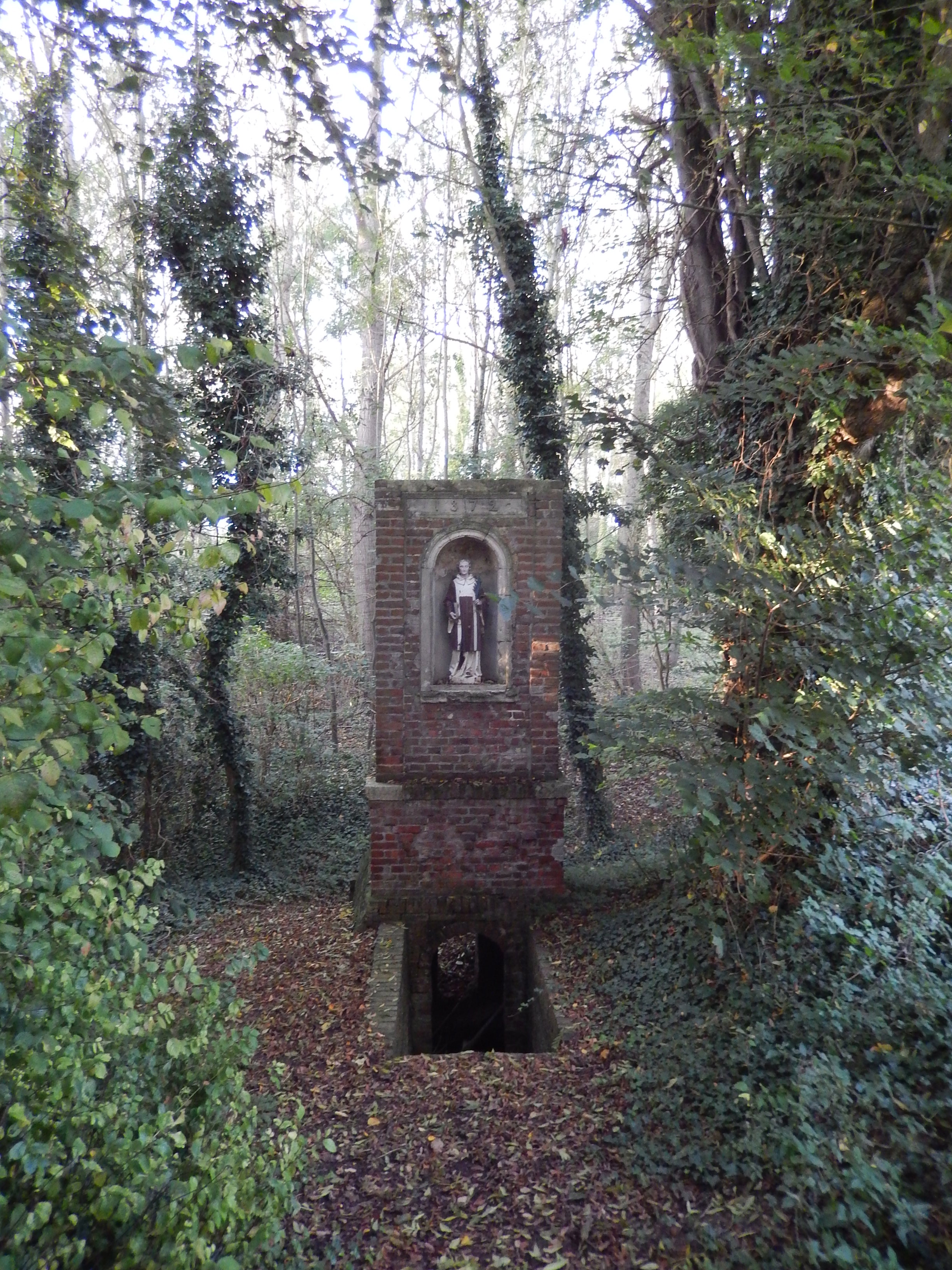
La fontaine Saint-Quentin sur l'Ingon à Quiquery.

Le Grand Ingon a une largeur moyenne de son cours d'eau de 2 à 3 mètres, et une pente moyenne de 0,86 %. Le Petit Ingon a une largeur moyenne de son cours d'eau de 1 à 2,5 mètres, et une pente moyenne de 0,95 %. Son apport mesuré à Nesle est de 0,37 m3/s.
Les eaux de l'Ingon vont ensuite rejoindre le Canal du Nord vers le confluent avec le canal de la Somme, entre Rouy-le-Grand et Voyennes.
Son régime hydrologique est dit pluvial océanique.

## Histoire
L'Ingon était appelé par les anciens auteurs Samara, Soma, Somena, Somina, Somona, Summa et Sumina, et que Bécan, Scaliger et autres ont regardé comme le Phrudis ou Chrudis de Ptolemée. La rivière tire son nom actuel de la ville Ingond qui se situait entre Fransart et Chilly (La cité Ingond disparut probablement lors des guerres qui eurent lieu en Picardie, aux XIVe, XVe et XVIe siècles). La rivière est tarie depuis longtemps jusqu'à la fosse Bourie, commune de Fonche. Auparavant, elle prenait sa source dans un bois situé dans la partie nord-est de la commune de Fouquescourt,

## Aménagements et écologie
L'Ingon était dans les noms cités au moment de la crue et des inondations de 2001. Un circuit pédestre a été aménagé dans le pays Neslois. La Fontaine Saint-Quentin avait été aménagée quand les eaux de l'Ingon était hautes, bien avant la construction du Canal du Nord. Le Moulin de Herly, aujourd'hui désaffecté, est toujours sur le cours de l'Ingon avec un bras. Un lieu-dit 'ancien moulin' est toujours référencé en face du bois de Morlement, à l'ouest de Nesle. Deux stations d'épurations sont installées le long de son cours : une avant Nesle et l'autre après Nesle.

### Écologie
Une station qualité des eaux de surface est implantée à Nesle.